# Baume-les-Dames
Pour les articles homonymes, voir Baume.
Baume-les-Dames est une commune française située dans le département du Doubs, la région culturelle et historique de Franche-Comté et la région administrative Bourgogne-Franche-Comté.
Ses habitants, appelés les Baumois, étaient au nombre de 5 064 en 2022.

## Géographie

### Localisation
La commune est située entre Montbéliard et Besançon sur les rives du Doubs.

### Communes limitrophes
| La Bretenière                              | Fontenotte Luxiol | Autechaux Voillans                                |
| Val-de-Roulans Breconchaux Séchin Grosbois | Baume-les-Dames   | Hyèvre-Paroisse Hyèvre-Magny Villers-Saint-Martin |
| Fourbanne Esnans                           | Silley-Bléfond    | Pont-les-Moulins                                  |

### Topographie
Le site de Baume-les-Dames se situe entre le Doubs et les plateaux jurassiens calcaires sur un ancien méandre disparu aujourd'hui.

### Hydrographie
Le site de Baume-les-Dames se trouve dans une vallée creusée par le Doubs dans la roche calcaire des plateaux jurassiens.

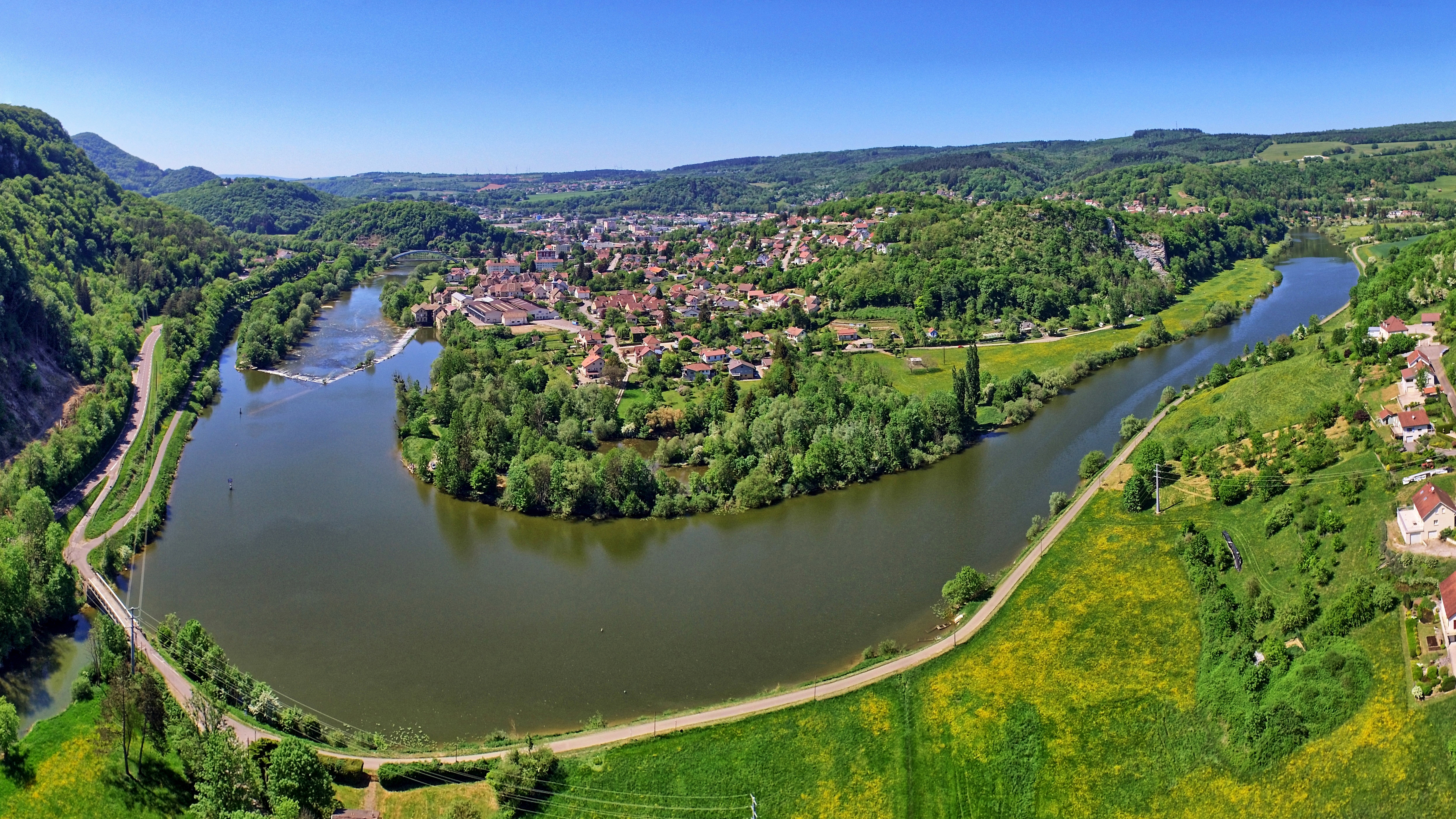
Vue générale de la ville dans la boucle du Doubs.
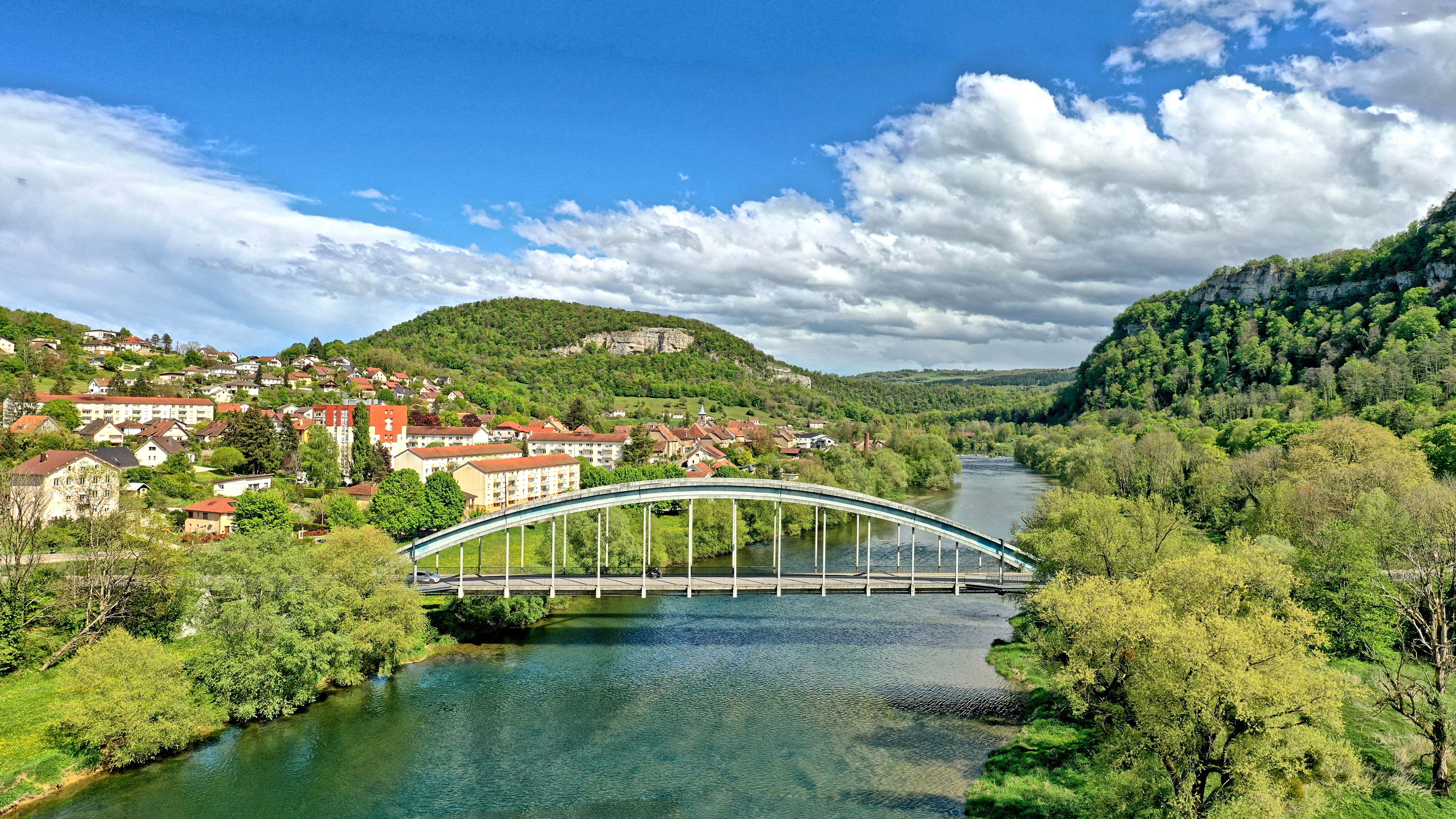
Le pont sur le Doubs.

### Géologie
Le vieux village se situe sur un méandre du Doubs aujourd'hui disparu. La terre est donc composée de dépôts alluviaux du Quaternaire. Il repose sur un lambeau du bassin keupérien de Haute-Saône.

### Climat
Pour des articles plus généraux, voir Climat de la Bourgogne-Franche-Comté et Climat du Doubs.
En 2010, le climat de la commune est de type climat de montagne, selon une étude du Centre national de la recherche scientifique s'appuyant sur une série de données couvrant la période 1971-2000. En 2020, Météo-France publie une typologie des climats de la France métropolitaine dans laquelle la commune est exposée à un climat semi-continental et est dans la région climatique Jura, caractérisée par une forte pluviométrie en toutes saisons (1 000 à 1 500 mm/an), des hivers rigoureux et un ensoleillement médiocre.
Pour la période 1971-2000, la température annuelle moyenne est de 10,6 °C, avec une amplitude thermique annuelle de 17,5 °C. Le cumul annuel moyen de précipitations est de 1 221 mm, avec 13,2 jours de précipitations en janvier et 10,4 jours en juillet. Pour la période 1991-2020, la température moyenne annuelle observée sur la station météorologique de Météo-France la plus proche, « Branne_sapc », sur la commune de Branne à 9 km à vol d'oiseau, est de 11,1 °C et le cumul annuel moyen de précipitations est de 1 127,0 mm. 
La température maximale relevée sur cette station est de 39 °C, atteinte le 7 août 2015 ; la température minimale est de −19,8 °C, atteinte le 20 décembre 2009,,.
Les paramètres climatiques de la commune ont été estimés pour le milieu du siècle (2041-2070) selon différents scénarios d'émission de gaz à effet de serre à partir des nouvelles projections climatiques de référence DRIAS-2020. Ils sont consultables sur un site dédié publié par Météo-France en novembre 2022.

## Urbanisme

### Typologie
Au 1er janvier 2024, Baume-les-Dames est catégorisée bourg rural, selon la nouvelle grille communale de densité à 7 niveaux définie par l'Insee en 2022.
Elle appartient à l'unité urbaine de Baume-les-Dames, une unité urbaine monocommunale constituant une ville isolée,. Par ailleurs la commune fait partie de l'aire d'attraction de Besançon, dont elle est une commune de la couronne,. Cette aire, qui regroupe 310 communes, est catégorisée dans les aires de 200 000 à moins de 700 000 habitants,.

### Occupation des sols

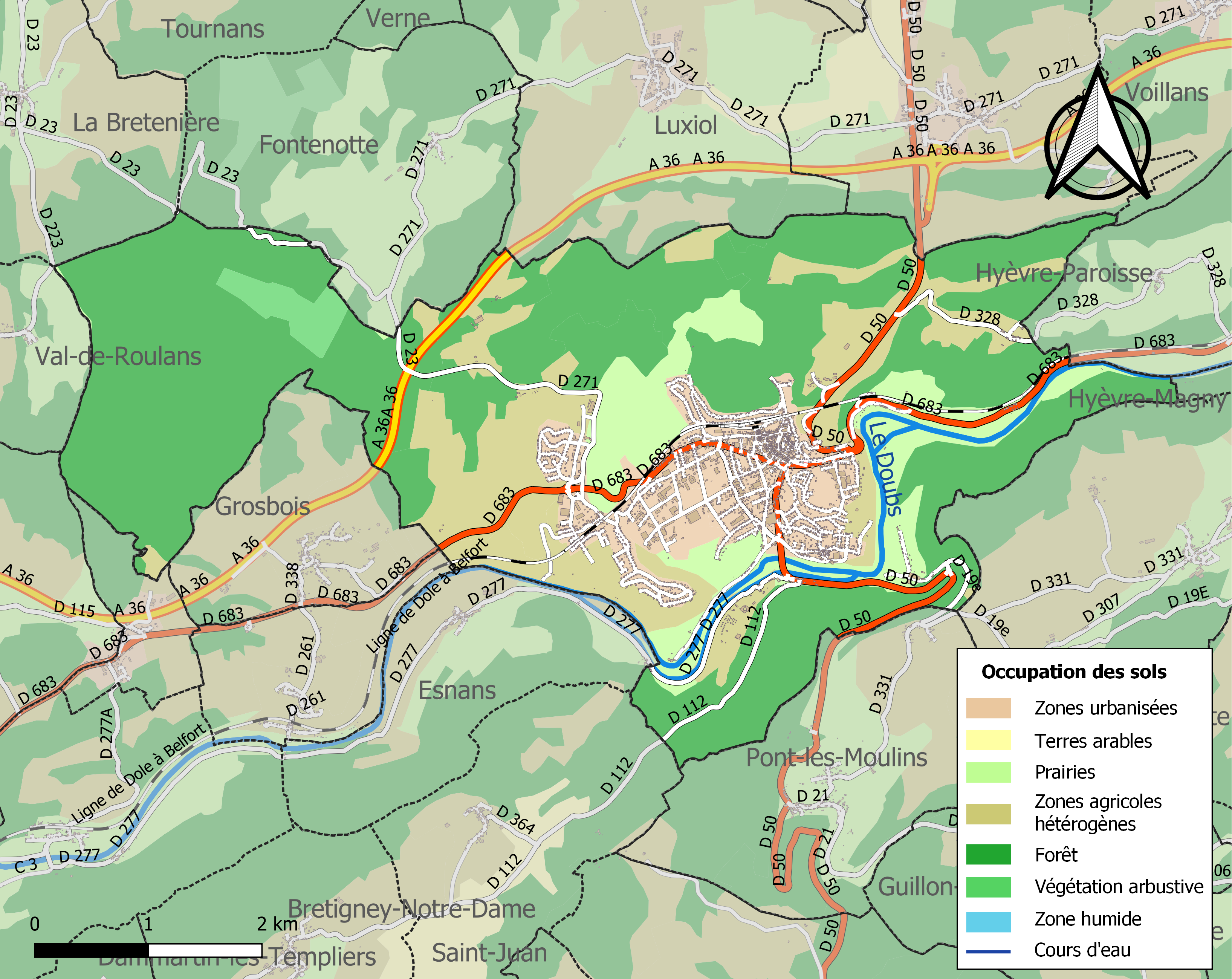
Carte des infrastructures et de l'occupation des sols de la commune en 2018.

L'occupation des sols de la commune, telle qu'elle ressort de la base de données européenne d’occupation biophysique des sols Corine Land Cover (CLC), est marquée par l'importance des forêts et milieux semi-naturels (57,3 % en 2018), une proportion identique à celle de 1990 (57,3 %). La répartition détaillée en 2018 est la suivante :
forêts (55,8 %), zones agricoles hétérogènes (18,7 %), prairies (12,4 %), zones urbanisées (10,2 %), milieux à végétation arbustive et/ou herbacée (1,5 %), zones industrielles ou commerciales et réseaux de communication (1,4 %). L'évolution de l’occupation des sols de la commune et de ses infrastructures peut être observée sur les différentes représentations cartographiques du territoire : la carte de Cassini (XVIIIe siècle), la carte d'état-major (1820-1866) et les cartes ou photos aériennes de l'IGN pour la période actuelle (1950 à aujourd'hui).

### Voies de communication et transports
La commune est située sur les routes départementales D 683, D 50 et D 492.
Elle bénéficie également d'un échangeur autoroutier sur l'autoroute A36, de la Gare de Baume-les-Dames sur la ligne Besançon-Belfort et du canal du Rhône au Rhin.

## Toponymie
Issu d'un mot préceltique signifiant grotte.
- Balma en 819 ; Baime en 1289 ; Baume en 1293 ; Bames en 1395 ; Bamme en 1482 ; Balme-les-Nonnains en 1388 ; Baume-sur-Doubs en 1525 ; Baulme-les-Nonnes en 1584 ; Baumes-les-Dames au XVIIIe siècle ; Baume-les-Citoyennes ou Baume-sur-le-Doubs pendant la période révolutionnaire.
- Champvans-les-Baume : Champvans en 1540. Devenue Champvans-lès-Baume par décret du 19 décembre 1936 ; fusionnée à Baume-les-Dames le 11 décembre 1972[15].

## Histoire

### L'origine
Le comté de Warasch (Varais) a été fondé par les Burgondes dans le courant du Ve siècle et était l'un des cinq composants de la Franche-Comté historique avec les comtés d'Escuens, d'Amaous, de Port et la ville de Besançon ; cette organisation a subsisté jusqu'au XIIIe siècle. Le comté s'étendait de Rougemont à Poligny, du nord au sud, et des sommets des monts du jura jusqu'aux rives du Doubs d'est en ouest ; sa capitale était Baume-les-Nonnes (future Baume-les-Dames).
Baume-les-Dames, anciennement Balmea, Balma, Palma, Baume-les-Nonnes, apparait pour la première fois aux Xe et XIe siècles dans une charte d'Hugues Ier de Bourgogne et dans deux bulles des papes Célestin II et Innocent II.
En 1040 est rédigé acte de donation de l'archevêque de Besançon, Hugues Ier, par lequel il y décrit la ville de Baume-les-Dames. Bâtie sur le versant du mont Saint-Léger et descendant jusqu'à la plaine. La partie haute (qui sera détruite vers le milieu du XIIe siècle par le duc Berthold) comprend l'église Saint-Léger tandis que la partie basse s'articule autour du monastère et du sanctuaire consacré à la Vierge. Au nord se dressait l'église Saint-Martin, au sud-est l'église Saint-Sulpice et celle de Saint-Pierre. Par ce document Hugues Ier confirme aussi la possession de quatorze églises des environs au bénéfice de Baume.
En 1173 un traité  est conclu en l'abbaye de Baume-les-Dames entre Aymon, prieur de Chaux, et Othon, comte palatin de Bourgogne, quatrième fils de l'empereur Frédéric Barberousse. Par cet acte ils s'associent chacun pour moitié dans la terre du prieuré. Cette opération sera à l'origine de la composition de la seigneurie de Clerval qui sera échangée en mars 1365 par les ducs de Bourgogne au profit des comtes de Montbéliard.

### Les Neufchâtel-Bourgogne
Au Xe siècle, le comte de Bourgogne Otte-Guillaume de Bourgogne était le comte supérieur des quatre comtés de Bourgogne (Port, Amont, Scoding et Warasch). Il était placé sous la suzeraineté du roi de Bourgogne Rodolphe III. Ce dernier se laissa manipuler par Otte-Guillaume qui parvint à écarter les comtes inférieurs (qui avaient été nommés par le roi de Bourgogne) afin de les remplacer par ses vassaux à qui il donna le titre de vicomte et donc avec des pouvoirs moins importants mais dont le fief devenait héréditaire. C'est à cette occasion que la maison de Neufchâtel(-Bourgogne) obtint officiellement la vicomté de Baume-les-Dames, capitale du comté des Varasques, alors que Besançon était donné à la maison de Rougemont, que Vesoul était le fief des Faucogney et que Dole et Salins étaient confiés aux maisons de l'Hôpital et de Montsaugeon.
En 1241, le château de Baume-les-Dames était cité dans une charte d'Othon III, comte de Bourgogne et à  partir de 1244 Thiébaud de Neufchâtel était désigné comme hommage lige du duc de Bourgogne pour le château de Baume-les-Dames. En 1261 sont faites des donations de biens à l'abbaye de la part de Thiébaud III de Neufchâtel et en 1291 une charte alsacienne qualifiait Thiébaud de Neufchâtel de landgrave de Baume (le titre de landgrave donnait le droit de gouverner et de juger sur la ville et tout le territoire qui en dépendait). Différents fonctionnaires dépendaient des Neufchâtel, ainsi la ville même était sous l'autorité d'un maire (Pierre en 1150, Guy en 1200, Renaud de Scey en 1220). Tandis que la forteresse était sous la juridiction d'un châtelain qui, après la destruction du château porta le titre de capitaine de la ville.
Alors qu'en 1343 la maison de Neufchâtel avait renoncé à la propriété de la vicomté en dédommagement d'hostilité envers les ducs de Bourgogne, Jean sans Peur en 1415 reprend les fonctions de gardien de l'abbaye mais en 1460, sur décision du roi de France, la vicomté est rendue à la maison de Neufchâtel.

### Guerres et destructions
Alors qu'en 1348 une épidémie de peste ravage la contrée, les survivants devront faire face aux incursions des Anglais en 1360 qui pillent la région.
En 1407 des crues importante du Doubs entraînent la destruction du pont à péage. En 1476, Lorrains et Suisses se livrèrent au pillage, incendièrent la ville et détruisirent entièrement le château. Puis en 1498 la presque totalité de la ville est détruite par un incendie.
Les siècles suivant ne seront pas de tout repos. en effet en 1595 Henri IV de France tente d'enlever la ville et sera repoussé par les habitants et en 1637 c'est l'invasion des Français et le pillage de la ville. Baume-les-Dames est abandonné par l'abbesse et les religieuses ainsi qu'une grande partie des habitants.

### Le bailliage de Baume-les-Dames
Alors qu'en 1546 une charte de Charles Quint signalait la création d'un siège de bailliage à Baume-les-Dames, c'est en 1763 que la ville devient chef-lieu d'un bailliage, d'une recette ainsi que la résidence de la maréchaussée. Déjà en 1568 avait été construite une maison commune où siégeait le conseil de la ville composé de douze jurés et de quatre échevins pour gérer les affaires de la ville ainsi que les travaux et la garde aux fortifications.
Aussi en 1647, le magistrat de la ville n'hésita pas à reconnaître le droit de gardienneté de l'abbaye au vicomte-mayeur-capitaine c'est-à-dire à lui-même. Le bailliage était délimité au nord par les prévôtés de Montbozon et Montjustin toutes deux dépendantes du bailliage de Vesoul, par la principauté de Montbéliard, au sud par le bailliage d'Ornans, à l'est par la Suisse et à l'ouest par le bailliage de Besançon. Le bailliage de Baume-les-Dames comprenait les terres et la seigneurie d'Héricourt (qui compte onze paroisses), les terres et la seigneurie de Blamont (treize paroisses), les terres et la seigneurie de Clémont (cinq paroisses) et les terres et la seigneurie du Châtelot (dix paroisses).

### Époque contemporaine
Au cours de la Révolution française, la commune porta provisoirement le nom de Baume-sur-le-Doubs.
En 1896, la commune, alors peuplée de 2 555 habitants, a absorbé celle voisine de Cour, peuplée de 158 habitants.
Elle fut chef-lieu de district de 1790 à 1795 et chef-lieu d'arrondissement de 1800 à 1926.
En 1972, la commune, alors peuplée de 4 914 habitants, a absorbé celle voisine de Champvans-les-Baume, peuplée de 92 habitants.

## Politique et administration

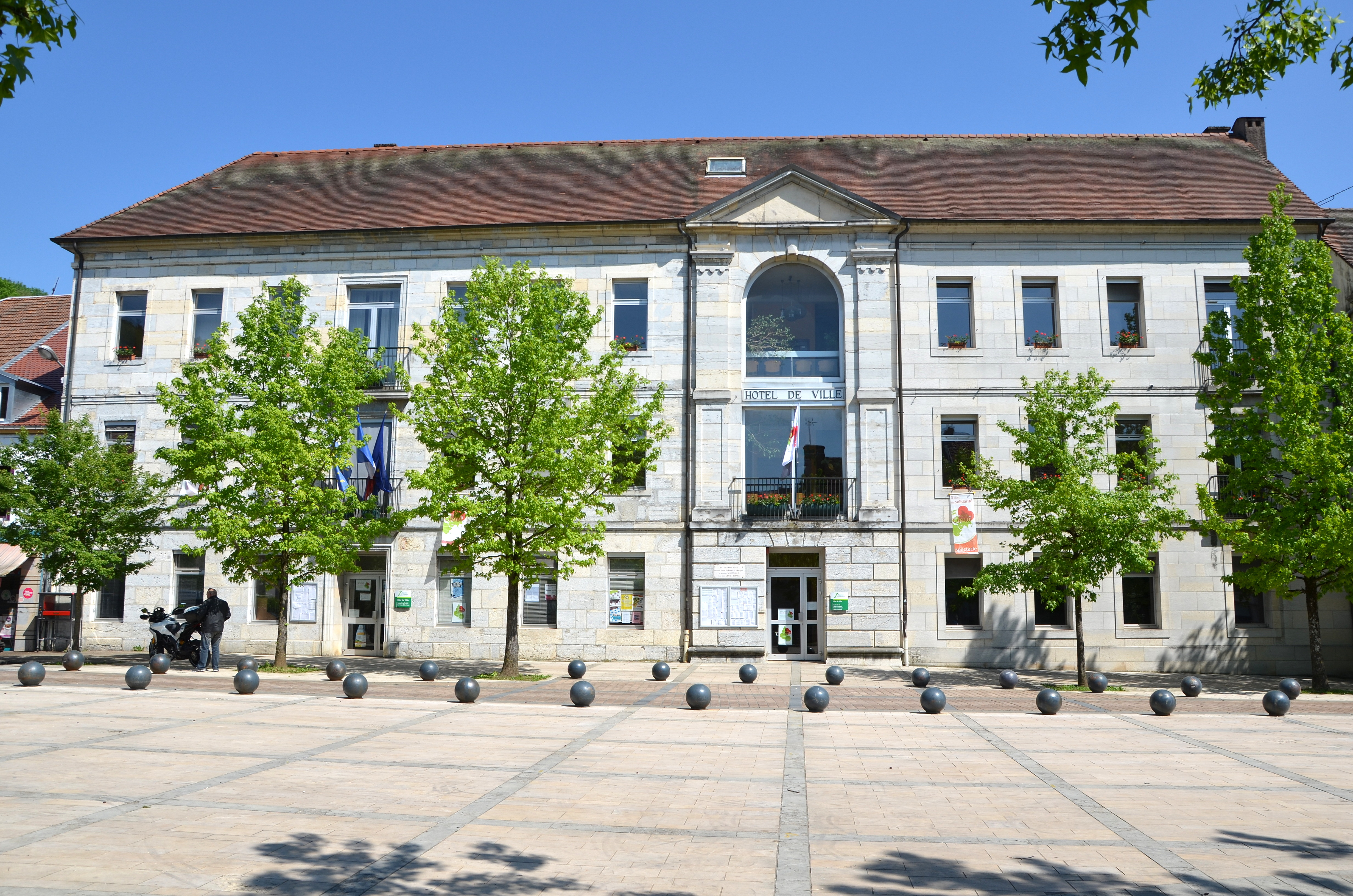
L'hôtel de ville.

Baume-les-Dames est le siège de la communauté de communes du Doubs Baumois, comprenant 58 communes et 15 991 habitants en 2018, et fait partie de l'aire d'attraction de Besançon.

## Population et société

### Démographie
L'évolution du nombre d'habitants est connue à travers les recensements de la population effectués dans la commune depuis 1793. Pour les communes de moins de 10 000 habitants, une enquête de recensement portant sur toute la population est réalisée tous les cinq ans, les populations de référence des années intermédiaires étant quant à elles estimées par interpolation ou extrapolation. Pour la commune, le premier recensement exhaustif entrant dans le cadre du nouveau dispositif a été réalisé en 2008.

En 2022, la commune comptait 5 064 habitants, en évolution de −1,65 % par rapport à 2016 (Doubs : +1,88 %, France hors Mayotte : +2,11 %).
| 1793  | 1800  | 1806  | 1821  | 1831  | 1836  | 1841  | 1846  | 1851  |
| ----- | ----- | ----- | ----- | ----- | ----- | ----- | ----- | ----- |
| 2 220 | 2 300 | 2 160 | 2 173 | 2 467 | 2 519 | 2 543 | 2 561 | 2 587 |

| 1856  | 1861  | 1866  | 1872  | 1876  | 1881  | 1886  | 1891  | 1896  |
| ----- | ----- | ----- | ----- | ----- | ----- | ----- | ----- | ----- |
| 2 615 | 2 577 | 2 562 | 2 463 | 2 762 | 2 821 | 2 841 | 2 555 | 2 991 |

| 1901  | 1906  | 1911  | 1921  | 1926  | 1931  | 1936  | 1946  | 1954  |
| ----- | ----- | ----- | ----- | ----- | ----- | ----- | ----- | ----- |
| 3 134 | 3 257 | 3 280 | 3 147 | 3 161 | 3 043 | 2 898 | 2 876 | 3 003 |

| 1962  | 1968  | 1975  | 1982  | 1990  | 1999  | 2006  | 2008  | 2013  |
| ----- | ----- | ----- | ----- | ----- | ----- | ----- | ----- | ----- |
| 4 038 | 4 914 | 5 531 | 5 303 | 5 237 | 5 384 | 5 349 | 5 317 | 5 291 |

| 2018  | 2022  | - | - | - | - | - | - | - |
| ----- | ----- | - | - | - | - | - | - | - |
| 4 977 | 5 064 | - | - | - | - | - | - | - |

De nombreuses personnes originaires des hauteurs passent leur retraite dans la vallée à Baume. Cela explique la part élevée de la population représentée par les personnes âgées.
La ville est jumelée avec Zell am Harmersbach (Allemagne).

## Culture locale et patrimoine

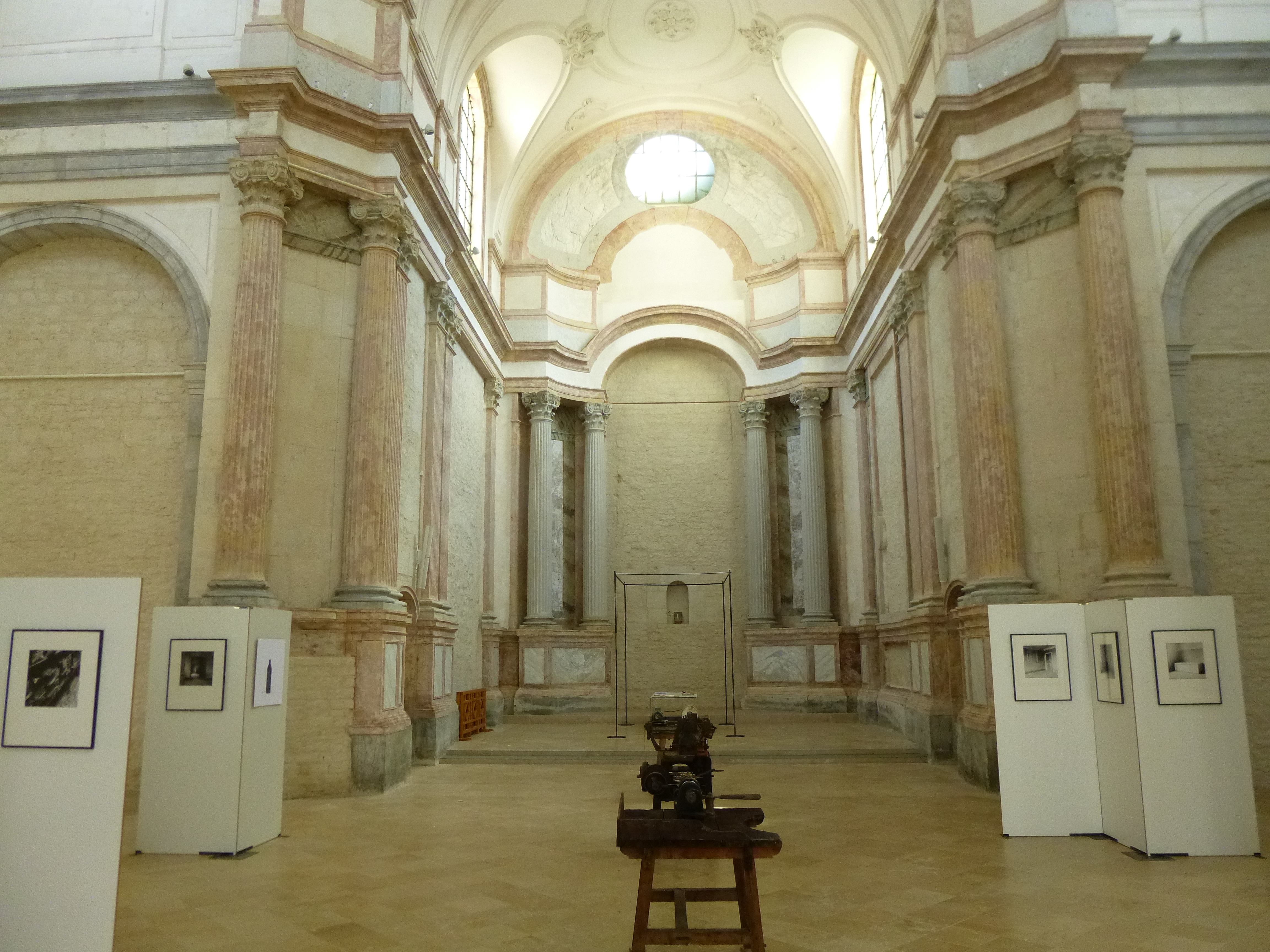
L'intérieur de l'église abbatiale de Sainte-Odile.

Dotée d'un riche patrimoine, Baume-les-Dames est labellisée Cité de Caractère de Bourgogne-Franche-Comté.

### Lieux et monuments

#### Abbaye Sainte-Odile
L'abbaye Sainte-Odile aurait été fondée au IVe siècle. Elle porte le nom de sainte Odile qui s'y est cachée pour échapper à son père. L'abbaye fut reconstruite au XVIIIe siècle.

#### Église Saint-Martin

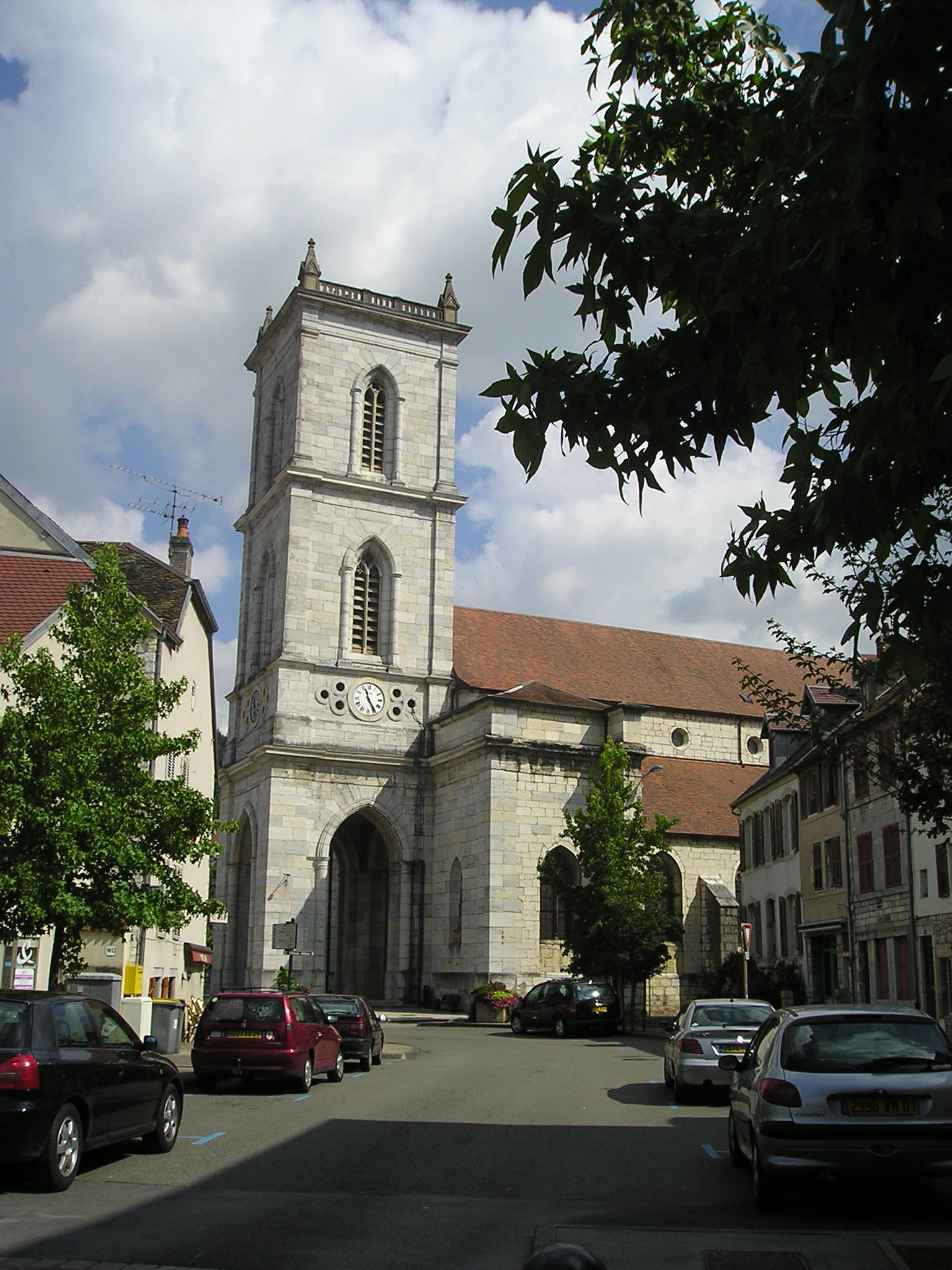
L'église Saint-Martin.

L'église Saint-Martin compte aujourd'hui parmi les plus beaux monuments du cœur historique de Baume-les-Dames. Elle a d'ailleurs été inscrite à l'inventaire des Monuments historiques.
La première église Saint-Martin date du IXe siècle.
Martin était soldat de la garde impériale d'Amiens. Il fut interpelé un jour par un pauvre, et dans un geste fraternel, il lui donna la moitié de son manteau. Dès lors saint Martin se fit baptiser et mena une vie d'ermite. On mit l'église sous le patronage de saint Martin, car il était passé à Baume-les-Dames.
L'église est née de la fusion des deux paroisses de Saint-Martin et Saint-Sulpice en 1615.
Elle a été reconstruite entre 1617 et 1621 avec des pierres de pays extraites des carrières des Combes. Cette église a été construite par les architectes Perrin et Roussel. Comme d'autres églises comtoises du XVIIe siècle, l'église est voûtée d'ogives. De style gothique troubadour, le clocher a été construit entre 1825 et 1828 sur les plans de l'architecte Pierre Marnotte (1797-1882).
Ici, il n'y a pas de clocher à l'impériale, c'est-à-dire à bulbe, comme dans les autres églises du département. À l'origine, il y en avait un avec un dôme et un lanternon, qui culminait à 68 m. Mais lors de la fête du 14 juillet 1920, les feux d'artifice tirés depuis le clocher mirent le feu à la tour. Le dôme et le lanternon ne furent pas reconstruits. On parlera donc de toit terrasse, qui culmine aujourd’hui à 38 m.
L'église est dotée d'un orgue de Joseph et Claude Callinet de Rouffach (1830).

#### Chapelle du Saint-Sépulcre

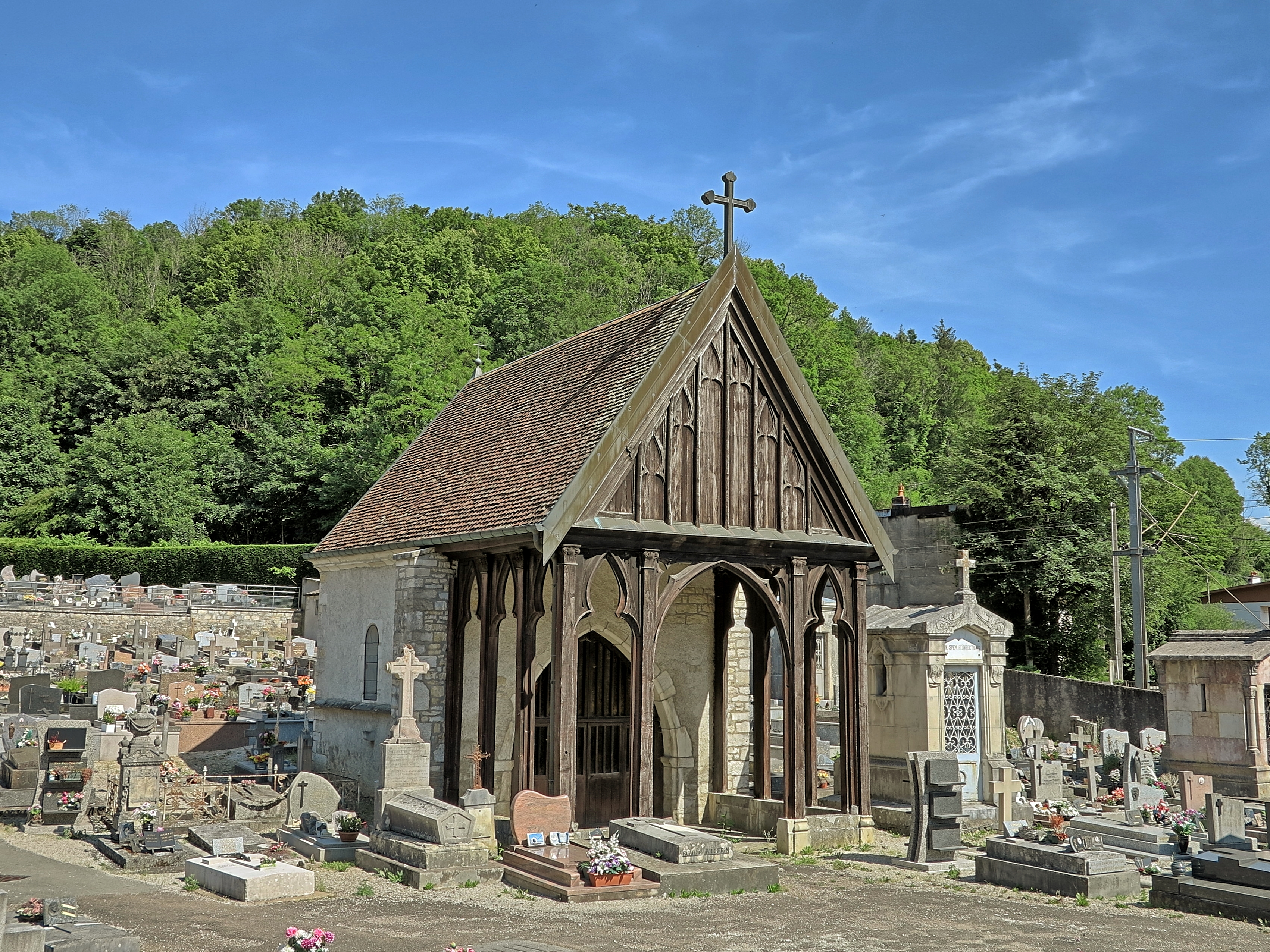
La chapelle du Saint-Sépulcre.

Cette chapelle a été élevée en 1540 par un Baumois, le chanoine Claude Pignet.
Elle a été construite dans le but d'accueillir les paroissiens pestiférés. Elle a été construite dans le cimetière, comme si le destin des malades était tracé d'avance.
Elle est de style gothique, voire gothique tardif, avec un joli porche à pignon en charpente.
Elle a été restaurée en 1970-1971 sur les indications du peintre Pierre Jouffroy et elle a servi jusqu'à peu de lieu de sépulture pour les prêtres de la paroisse dont on peut encore lire les noms sur les dalles avant d'entrer dans la chapelle.
La première chose qui attire l'œil en entrant est une mise au tombeau datant du XIIIe siècle, et présentant huit personnages. Le Christ étendu au premier plan est tenu par Joseph d'Arimathie (à la tête) et Nicodème (aux pieds). Derrière, on voit la Vierge soutenue par saint Jean, sainte Madeleine et deux autres femmes. Sur la face antérieure du sépulcre, on aperçoit des angelots qui portent des écussons qui représentent les instruments de la passion (des lances, des tenailles, des échelles, des couronnes d'épine). Ces instruments symbolisent la souffrance du Christ et peut-être la souffrance des malades atteints de la peste.
Deux piscines se trouvent de part et d'autre de l'autel et servaient au prêtre pour se laver les mains pendant la messe. Elles sont situées à 40 cm du sol, ce qui indique que le sol a été relevé d'au moins 50 cm, vraisemblablement à la suite des inhumations successives. On remarque également ce rehaussement du sol grâce à l'absence de base aux pieds-droits de l'entrée.
On peut également voir (à droite en entrant) deux bustes en bois polychrome de part et d'autre d'un crucifix, représentant les saints protecteurs : saint Martin et saint Germain. À gauche, saint Martin, patron de l'église paroissiale. À droite, saint Germain, évêque de Besançon, qui d'après la légende, serait à l'origine de la fondation de l'abbaye, et dont les reliques sont conservées à l'église Saint-Martin, que l'on vient de visiter. Ils datent apparemment de la fin du XIIe siècle et proviennent de l'église abbatiale, démolie au début XVIIIe siècle.
Statue de sainte Acombe, vierge barbue. Une légende raconte que pour échapper aux avances un peu provocatrices d'un prince païen, la jeune et très jolie Acombe supplia Dieu de l'enlaidir. Aussitôt, une barbe épaisse lui poussa et le prince furieux et frustré la fit crucifier. Sa crucifixion est particulière car elle est attachée aux pieds et aux mains par des cordes. Cette vierge était très vénérée autrefois et on venait la voir en pèlerinage depuis l'autre bout de la France.

#### Autres points d'intérêts
- L'hôtel des sires de Neuchâtel, du XVe siècle, inscrit aux monuments historiques depuis 1989 ;
- Le bailliage de Baume-les-Dames ou ancien tribunal, du XVIIIe siècle, inscrit aux monuments historiques depuis 1990 ;
- Vierge du Choléra, panorama sur le cœur historique de la ville ;
- La Croix de Châtard, offrant un panorama sur la ville ;
- Le site carrier[32] : vaste ensemble artisanal regroupant des carrières, cabanes de carriers, plates-formes de taille, couloir de schlittage, zone de stockage et quai de chargement ;
- Le cadre naturel entourant la ville est propice à la pratique de l'escalade, avec plus de 460 voies praticables ;
- Baume-les-Dames possède une gare SNCF desservie par le TER Bourgogne-Franche-Comté (ligne Dole-Ville - Belfort).

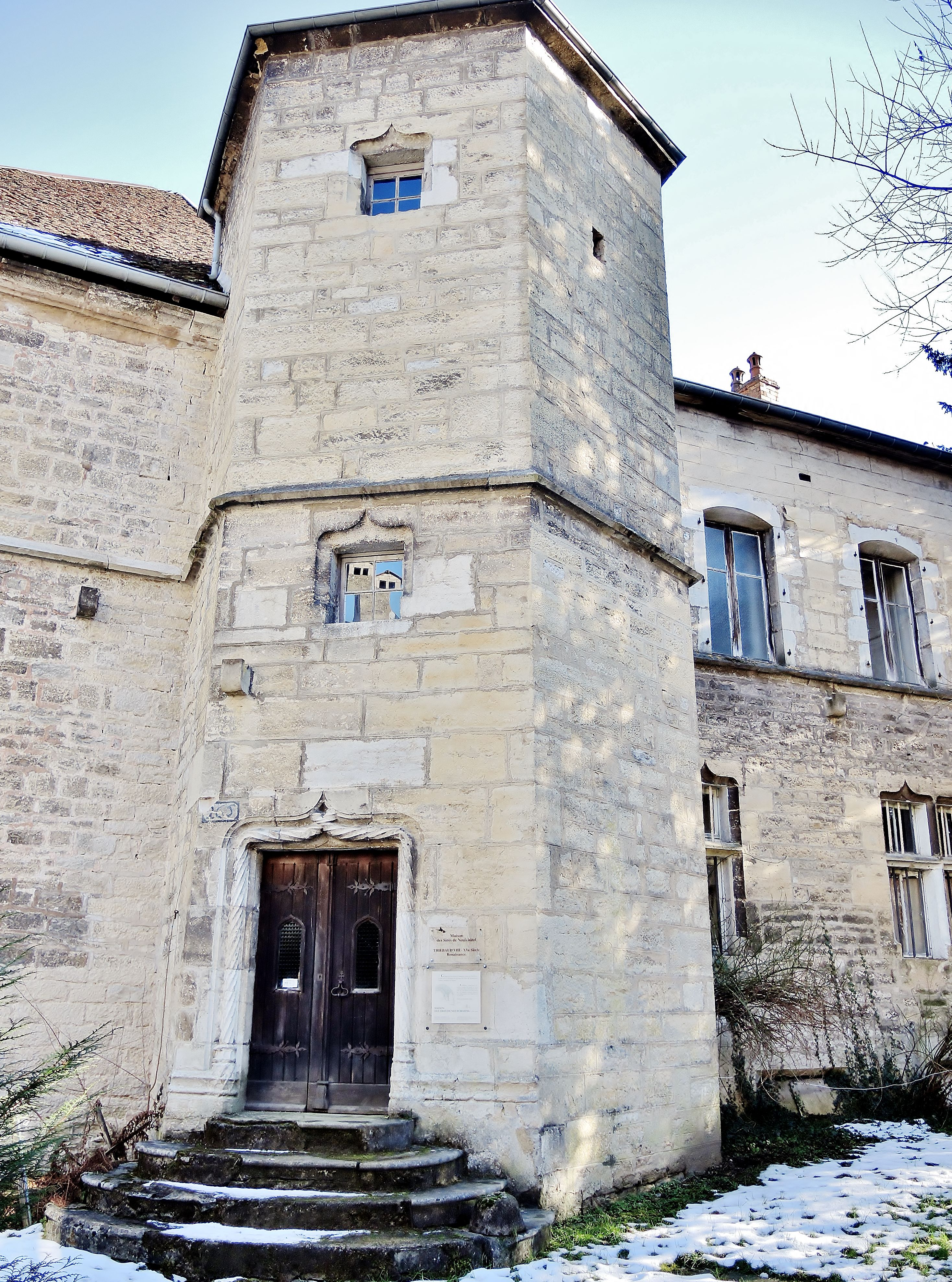
Hôtel des sires de Neuchâtel.
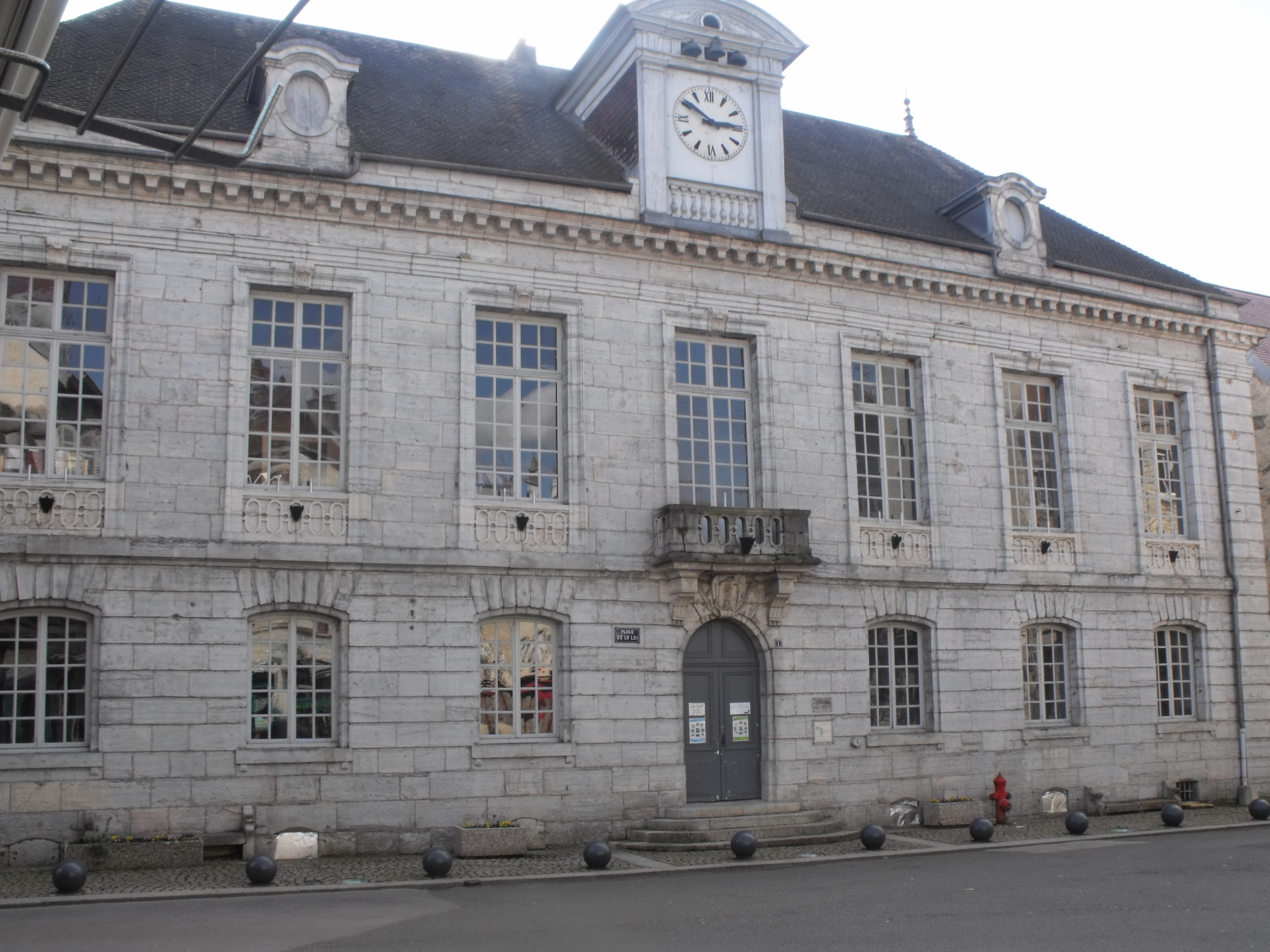
Bailliage de Baume-les-Dames.
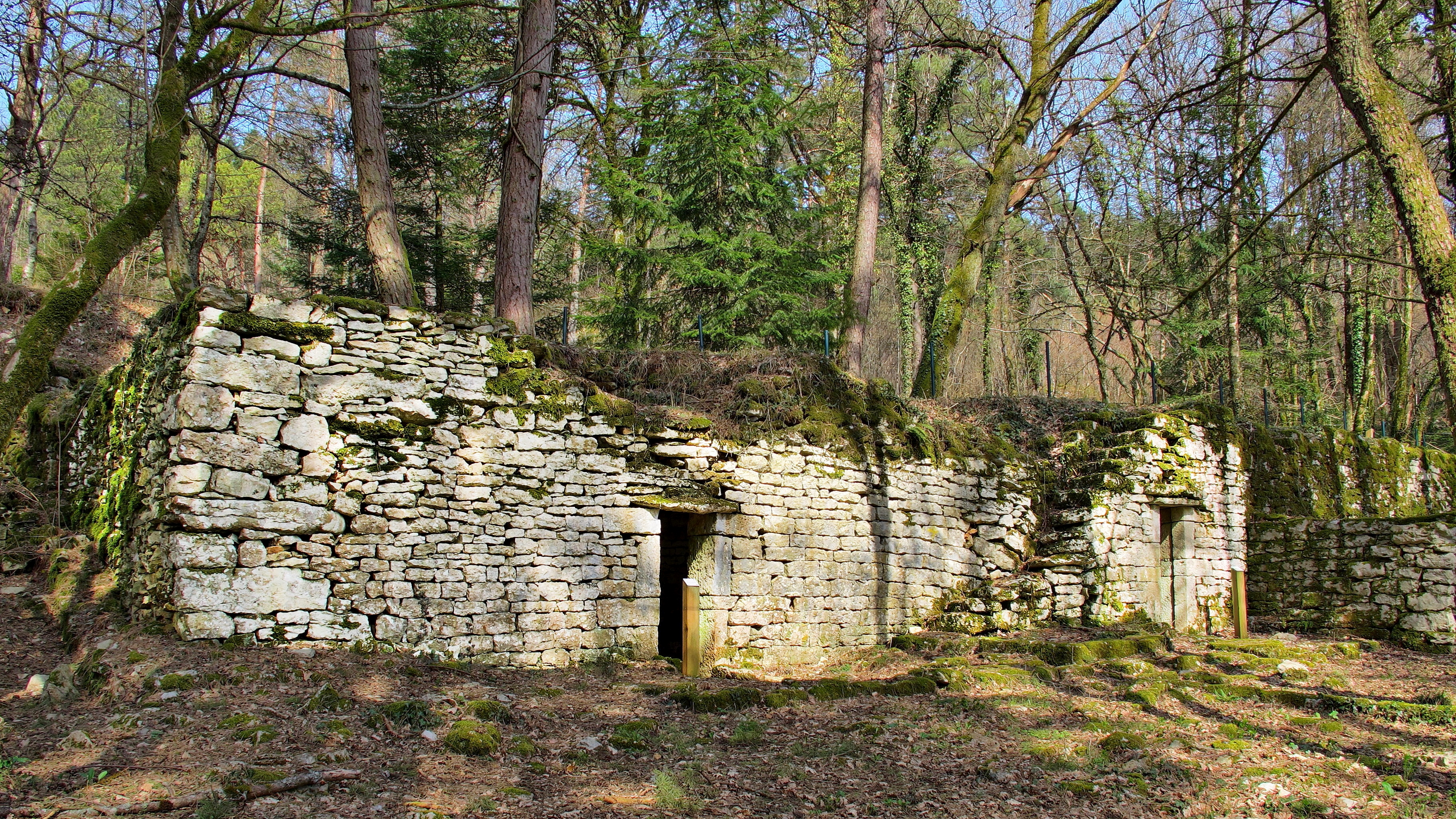
Abris de carriers en pierres sèches.

### Gastronomie
Les choucots de noisette sont une spécialité de Baume-les-Dames. Il s'agit de noisettes du Piémont enrobées d'une préparation à base de pâte d'amande, cuite au four. Créés en 1958 par Gérard Blanc qui a déposé la marque, on les trouve chez un pâtissier local. Autres spécialités : le craquelin, la pâte de coing, les reflets de Baume-les-Dames, les pavés de la place Chamars...

### Personnalités liées à la commune
- Jean-Baptiste Bassand (1680-1742), médecin, y est né.
- Auguste Bardey (1838-1876), sculpteur.
- Charles-Étienne Briseux (1680-1754), architecte et théoricien de l’architecture, qui y est né.
- Charles Baptiste François Vernerey, homme politique né en 1749 à Baume-les-Dames (Doubs) et mort à Besançon le 4 mai 1798 (15 floréal an VI).
- Claude de Jouffroy d'Abbans (1751-1832), inventeur des bateaux à vapeur, dont le premier fut essayé sur le bassin de Gondé de Baume-les-Dames[33].
- Jean-Baptiste Tanchard (1758-1842), homme politique, maire de Baume-les-Dames, député du Doubs en 1815, pendant les Cent-Jours.
- Charles-Louis Clément (1768-1857), homme politique, qui y fut élu député.
- Jacques-Joseph Ebelmen (1814-1852), un des pionniers de la géochimie.
- Charles Thuriet (1832-1920), poète, qui y est né.
- Louis Dufay (1874-1936), inventeur, pionnier de la photographie et de la cinématographie en couleurs, qui y est né et décédé.
- Claude Jules Grenier, peintre et son frère Édouard Grenier, poète.
- Jean Bello (1909-1944), Résistant.

### Tourisme

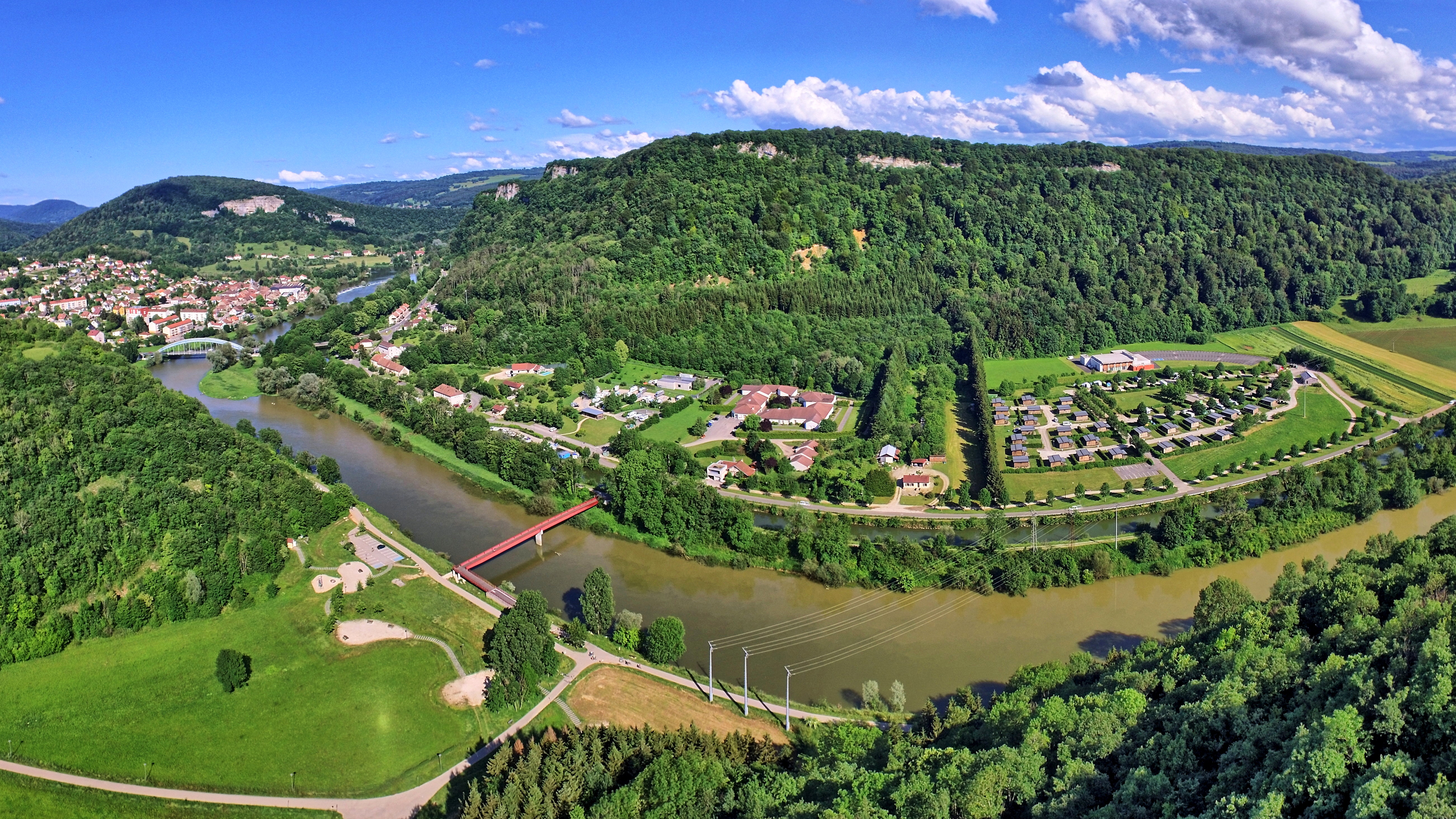
Vue générale sur le Doubs, le canal, la halte fluviale et le camping.

Baume-les-Dames est une destination bénéficiant d'une position centrale en Franche-Comté, appréciée des touristes pour son patrimoine, valorisé par le label Cité de caractère de Bourgogne-Franche Comté, mais aussi et surtout pour le tourisme vert qui lui vaut le statut de Station Verte.
La commune est traversée par l'Eurovélo 6, une voie verte aménagée sur les anciens chemins de halage, le long du Doubs et du canal.
Le GR 59 traverse la commune sur les hauteurs, proposant de beaux points de vue sur la Vallée du Doubs, la ville et les environs. De multiples boucles balisées en jaune et bleu, au départ de Baume-les-Dames ou des villages environnants, offrent également à découvrir curiosités naturelles et belvédères.
Baume-les-Dames possède plus de 460 voies d'escalade réparties sur 6 sites en bordure du Doubs : Sous-Buen, Fente de Babre, Baumerousse, Lonot, Quint, Joland.
Dans l’enceinte de son complexe touristique, Baume-les-Dames dispose :
- d’une halte fluviale[34] de 15 anneaux récemment aménagée permettant l’accueil des plaisanciers ;
- d'un camping[35] de 50 emplacements pour caravanes, tentes ou camping-cars et un parc de 30 chalets (mobile homes de bois).

### Héraldique
| Blason de Baume-les-Dames | Blason  | Coupé, au 1 d'azur, chargé d'un lion naissant d'or, brochant sur un semé de billettes du même ; au 2 d'or, chargé d'une main de carnation vêtue de gueules, mouvante d'une nuée du flanc sénestre, d'azur, et tenant une palme de sinople. |
| Blason de Baume-les-Dames | Détails | |